# Помазун Олександр Васильович
Олександр Васильович Помазун (нар 11 жовтня 1971, Харків, Українська РСР, СРСР) — радянський, український та російський футболіст, воротар.

## Біографія
Виступи почав у харківському «Металісті» (1990–1993).
У 1993 році перейшов у московський «Спартак». У 1994 році, не витримавши конкуренції з Гинтарасом Стауче і Дмитром Тяпушкіним, пішов у калінінградську «Балтику», де грав у 1994–1998 роках.
Потім виступав за «Торпедо» -ЗІЛ (1999–2001), «Сатурн- Ren TV» (2001–2002), «Сокіл» (2003), на поле не виходив), «Балтика — Тарко» (2004), «Урал» (2004), «Спартак- МЖК» (2005–2007). Після того, як «Спартак-МЖК» знявся з першості першого дивізіону, перейшов в нижньогородську «Волгу». У грудні 2007 року покинув команду.
У сезоні 2008 року виступав за клуб «Нижній Новгород», який дебютував на професійному рівні в другому дивізіоні Росії (зона «Урал -Поволжя»).

## Збірна України
За збірну України провів 4 матчі у сезоні 1992/93 і пропустив 4 гола.

## Досягнення
- Чемпіон Росії: 1993
- Бронзовий призер молодіжного чемпіонату світу 1991 року (U-20) у складі молодіжної збірної СРСР (провів на тому турнірі 5 матчів з 6 зіграних командою).
- Чемпіон Європи (U-18) 1990 у складі юніорської збірної СРСР (U-18)